# بيت جوليان
بيت جوليان (بالإنجليزية: Pete Julian)‏ هو منافس ألعاب قوى أمريكي، ولد في 11 مايو 1971.

## روابط خارجية
- بيت جوليان على موقع الاتحاد الدولي لألعاب القوى (الإنجليزية)
- بيت جوليان على موقع رابطة إحصائيات سباق الطريق (الإنجليزية)